# Cardiomiopatia Takotsubo
Cardiomiopatia Takotsubo sau sindromul Takotsubo (TTS), cunoscută și sub denumirea de cardiomiopatie de stres, este un tip de cardiomiopatie non- ischemică în care există o slăbire temporară bruscă a porțiunii musculare a inimii. De obicei, apare după un factor de stres semnificativ, fie fizic, fie emoțional; atunci când este cauzată de acesta din urmă, afecțiunea este uneori numită sindromul inimii frânte.
Exemple de factori de stres fizic care pot cauza TTS sunt sepsisul, șocul, hemoragia subarahnoidiană și feocromocitomul. Factorii de stres emoțional includ doliul, divorțul sau pierderea locului de muncă. Recenziile sugerează că, dintre pacienții diagnosticați cu această afecțiune, aproximativ 70-80% au experimentat recent un factor de stres major, inclusiv 41-50% cu un factor de stres fizic și 26-30% cu un factor de stres emoțional. TTS poate apărea și la pacienții care nu au experimentat factori de stres majori.
Deși fiziopatologia nu este bine înțeleasă, se crede că o creștere bruscă și masivă a nivelului de catecolamine, cum ar fi adrenalina și noradrenalina, cauzată de stres extrem sau de o tumoră care secretă aceste substanțe chimice, ar avea un rol central. Excesul de catecolamine, atunci când este eliberat direct de nervii care stimulează celulele musculare cardiace, are un efect toxic și poate duce la scăderea funcției musculare cardiace sau la „amețire”. În plus, această creștere bruscă a adrenalinei declanșează contractarea arterelor, crescând astfel tensiunea arterială și punând mai multă presiune pe inimă, putând duce la spasmul arterelor coronare care alimentează mușchiul inimii cu sânge. Acest lucru împiedică arterele să furnizeze un flux sanguin și oxigen adecvat mușchiului inimii. Împreună, aceste evenimente pot duce la insuficiență cardiacă congestivă și la scăderea debitului sanguin al inimii cu fiecare compresie.
Cardiomiopatia Takotsubo apare în întreaga lume. Se consideră că afecțiunea este responsabilă pentru 2% din toate cazurile de sindrom coronarian acut care se prezintă în spitale. Deși TTS a fost în general considerată o boală autolimitativă, care se rezolvă spontan în decurs de zile până la săptămâni, observațiile contemporane arată că „un subset de pacienți cu TTS poate prezenta simptome care decurg din complicațiile sale, de exemplu insuficiență cardiacă, edem pulmonar, accident vascular cerebral, șoc cardiogen sau stop cardiac”. Aceasta nu implică faptul că ratele de șoc/deces în cazul TTS sunt comparabile cu cele ale sindromului coronarian acut, ci că pacienții cu complicații acute pot prezenta concomitent TTS. Aceste cazuri de șoc și deces au fost asociate cu apariția TTS secundară unui factor de stres fizic instigator, cum ar fi hemoragia, sepsisul cu leziuni cerebrale, embolia pulmonară sau boala pulmonară obstructivă cronică (BPOC) severă.
Apare mai frecvent la femeile aflate la postmenopauză.